# Лоренс, у сваком случају
 „Лоренс, у сваком случају“ (енгл. Laurence Anyways) канадска је филмска драма из 2012. редитеља и сценаристе Гзавјеа Долана. У главним улогама су Мелвил Пупо и Сузан Клеман. Заплет започиње када Лоренс, професор књижевности и награђивани књижевник, призна својој девојци Фред да је трансжена. Смештена крајем осамдесетих и почетком деведестих година 20. века, радња филма се протеже готово деценију, приказујући низ искушења кроз које је прошао овај пар током Лоренсове трансексуалне транзиције. Ако је Доланово претходно остварење Умишљене љубави стилски упоређивано са филмовима Вонг Кар-Ваја, „Лоренс, у сваком случају“ се у визуелном погледу доводи у везу са позним филмовима Стенлија Кјубрика, првенствено због осцилирања између интимног, готово документаристичког натурализма и наглашене визуелне стилизације.
Филм је премијерно приказан у оквиру програма Известан поглед на Канском филмском фестивалу, где је Сузан Клеман добила награду за најбољу глумицу, а филм Квир палму. Наишао је на позитиван пријем код филмских критичара и тренутно на сајту Ротен томејтос има 83 посто позитивних филмских рецензија са просечном оценом од 7/10 и са сумирајућим коментаром: Страствено и моћно одглумљен, „Лоренс, у сваком случају“ понекад са напором настоји да одржи наративну напетост (и попуни три сата трајања), у чему на крају ипак успева.. На интернационалном Филмском фестивалу у Торонту проглашен је најбољим канадским филмом 2012. године.

## Улоге
| Глумац       | Улога      |
| ------------ | ---------- |
| Мелвил Пупо  | Лоренс     |
| Сузан Клеман | Фред Белер |
| Натали Бај   | Жилијен    |
| Монија Шокри | Стефи      |